# PZA Loara

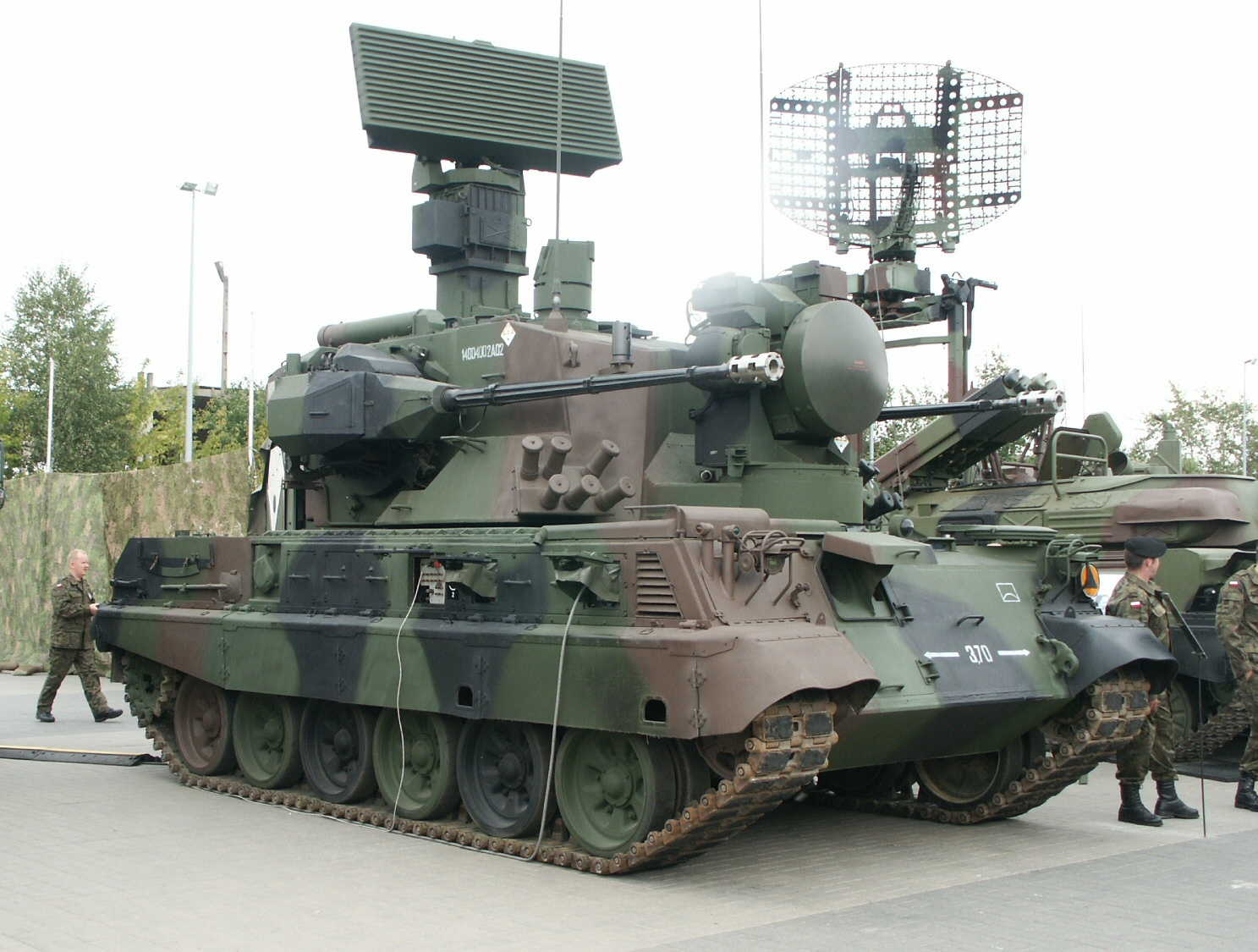
PZA Loara, widok ogólny (pojazd wdrożeniowy)

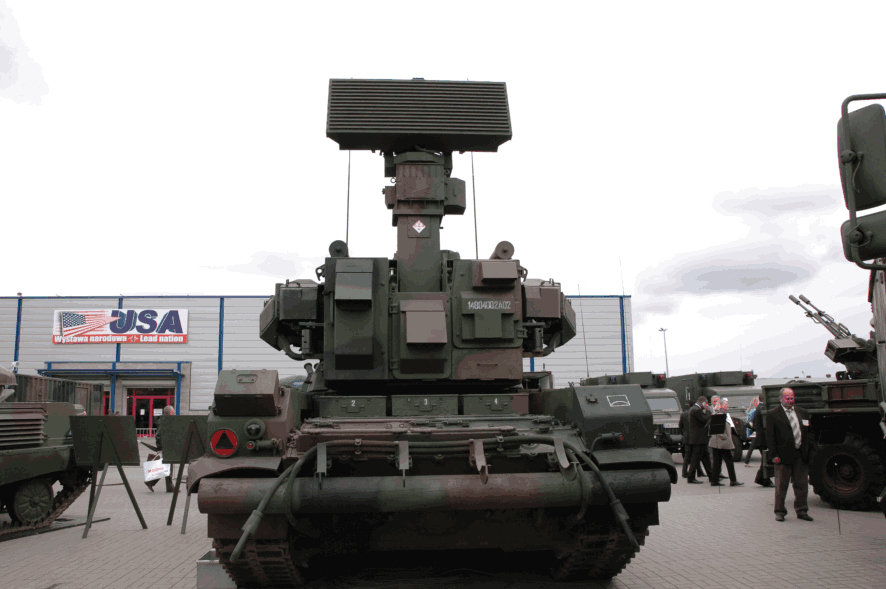
PZA Loara, widok od tyłu

PZA Loara – zintegrowany samobieżny artyleryjski zestaw przeciwlotniczy oparty na zmodernizowanym podwoziu czołgu T-72. Pojazd ten przeznaczony miał być do zwalczania środków ataku powietrznego (samoloty, pociski manewrujące, śmigłowce, środki bezpilotowe oraz inne), działających na bardzo małych, małych i średnich wysokościach, w każdych warunkach atmosferycznych, niezależnie od pory dnia. Może również zwalczać lekko opancerzone cele lądowe i nawodne.
Loara to nazwa polskiego Strategicznego Programu Rządowego pt. Nowoczesne technologie dla potrzeb rozwoju systemu obrony przeciwlotniczej wojsk i obiektów, mającego na celu opracowanie dla SZ RP m.in. samobieżnego, przeciwlotniczego zestawu artyleryjsko-rakietowego. Z czasem zmieniono koncepcję na: PZA (skrót od Przeciwlotniczy Zestaw Artyleryjski) oraz PZR (Przeciwlotniczy Zestaw Rakietowy) o wspólnej nazwie Loara, zunifikowane w ok. 70%. Głównym wykonawcą zestawu było Centrum Naukowo-Produkcyjne Elektroniki Profesjonalnej Radwar SA, ściśle współpracujące z licznymi krajowymi instytutami i uczelniami wojskowymi oraz zakładami przemysłu zbrojeniowego.
Realizację programu rozpoczęto w 1994 roku, koncentrując się w pierwszej kolejności na PZA Loara. Jego pierwszy prototyp (model funkcjonalny) wykonano w 1999 roku, oparty na zmodyfikowanym w niewielkim stopniu podwoziu czołgu T-72 z ograniczoną grubością pancerza. We wrześniu 2000 roku na poligonie Wicko Morskie poddano go badaniom strzelaniem, które zakończyły się pomyślnie. W latach 2002–03 próby państwowe przeszedł drugi prototyp, oparty na zmodyfikowanym w większym stopniu podwoziu T-72. W 2004 roku powstał trzeci ulepszony prototyp, będący pojazdem wdrożeniowym. We wrześniu tego roku został przedstawiony na Międzynarodowym Salonie Przemysłu Obronnego w Kielcach, gdzie uzyskał nagrodę Grand Prix.

## Opis konstrukcji
Zestaw zbudowano początkowo na zmodyfikowanym podwoziu czołgu T-72M (m.in. przeniesiono stanowisko kierowcy na lewą stronę, wzmocniono wałki skrętne, zamontowano w tylnej części kadłuba pomocniczą jednostkę napędową, zastosowano akumulatory o większej pojemności), na którym umieszczono obrotową wieżę, zawierającą po prawej stronie miejsce dla dowódcy, a po lewej – strzelca-operatora. Zespawana z płyt pancernych wieża jest odporna na pociski broni strzeleckiej i odłamki pocisków artyleryjskich. Na zewnątrz wieży, z przodu zamontowano wyrzutnie (2×6) granatów dymnych, a po obu bokach – dwie 35 mm armaty KDA wyprodukowane w Centrum Produkcji Specjalnej Huty Stalowa Wola S. A. na licencji szwajcarskiej firmy Oerlikon-Contraves.
Napęd obrotu wieży, jak i mechanizmy podnoszenia działek są elektryczne. Napędy te zapewniają wysokie prędkości kątowe ruchu. Masa wieży wraz z zapasem amunicji i załogą wynosi 13 ton.

## Uzbrojenie
Wewnątrz wieży znajdują się zasobniki z amunicją oraz układ zasilania działek. Wieża jest wyposażona w nowoczesne sensory pozwalające na wykrywanie i przechwytywanie celów powietrznych poruszających się z prędkością do 500 m/s. Dwie armaty przeciwlotnicze Oerlikon KDA zapewniają skuteczne niszczenie celów na odległości do co najmniej 4000 m i na wysokości do 3500 m.
Armatę automatyczną KDA, działającą na zasadzie odprowadzania gazów prochowych przez boczny otwór w lufie, wyposażono w dwudrożny układ zasilania taśmowego i zamocowano w pojeździe za pomocą gniazd mocujących tak, że donośnik jest nieruchomy, pozostałe zespoły zaś mają możliwość ruchu wzdłużnego w zakresie pracy osłabiaczy odrzutu. Po obu stronach znajdują się gniazda tłoków gazowych, które napędzają suwadła armat. Górne występy suwadeł napędzają z kolei donośniki gwiazdkowe (jeden z dwóch, w zależności od wybranego kierunku zasilania), zmontowane w pokrywie donośnika. Pomiędzy suwadłami znajduje się zamek, mieszczący: mechanizm igliczny, wyciąg i dwa rozchylne rygle.
Lufa wymienna o zmiennym kącie pochylenia bruzd jest chłodzona powietrzem. Na jej wylocie zamocowano urządzenie do pomiaru prędkości wylotowej pocisku, przekazywanej do systemu kierowania ogniem zestawu. Armata występuje w dwóch wersjach: lewej i prawej, różniących się donośnikiem (a zwłaszcza odprowadzaczem ogniw), osprzętem elektrycznym lufy i mechanizmem spustowym.
Do armaty wykorzystywana jest amunicja z nabojem 35×228 mm typu FAPDS-T (uniwersalny, rdzeniowy, podkalibrowy w sabocie pocisk przeciwpancerny ze smugaczem—rozkruszający się po uderzeniu w cel i rażący odłamkami), APFSDS-T (uniwersalny, rdzeniowy, podkalibrowy w sabocie pocisk przeciwpancerny ze smugaczem, stabilizowany brzechwowo), oraz AHEAD (z elektronicznym programowaniem momentu wybuchu i rozlotu elementów rażących).
Amunicja z pociskami odłamkowymi znajduje się w magazynie na dnie kosza wieży, który mieści 2×210 nabojów. Taśmy z amunicją przeciwpancerną o pojemności 20 nabojów umieszczono w magazynach, zamontowanych na zewnątrz wieży. Tylne części armat i mechanizmy zasilające są chronione osłonami pancernymi.

## Wykrywanie
Z przodu wieży, pomiędzy armatami, zamontowano antenę radaru śledzącego Eagle Mk I (szwedzkiej firmy Ericsson) o paśmie fal milimetrowych, kamerę termowizyjną Iris francuskiej firmy Sagem, dalmierz laserowy DL-1 o wysokiej częstotliwości i kamerę światła dziennego KTVD-1 (oba urządzenia opracowane przez Przemysłowe Centrum Optyki). Na pylonie z tyłu wieży umieszczono antenę trójwspółrzędnej stacji radiolokacyjnej obserwacji okrężnej służącej do wstępnego wykrywania celów. Radar ten ma antenę z szykiem fazowym i przeszukiwaniem elektronicznym w pionie. Jest on zintegrowany z systemem rozpoznawczym "swój-obcy". Częstotliwość odświeżania informacji wynosi 1 s (antena obraca się z prędkością 60 obr./min). Radar charakteryzuje niewielka moc, niewielkie listki boczne oraz wysoka odporność na zakłócenia pasywne i aktywne. Rozbudowany układ kierowania ogniem pozwala na pracę z wyłączonym radarem wstępnego wykrywania, co uniemożliwia namierzenie i zniszczenie zestawu pociskiem radiolokacyjnym. Zestaw bowiem jest tak skonstruowany, że na polu walki jeden pojazd z baterii może otrzymywać informacje o nieprzyjacielu z urządzeń zewnętrznych np. ze stacji NUR-22 czy Łowcza-3. Na ich podstawie nakierowuje swoją głowicę optoelektroniczną i w sposób bierny, a więc bez promieniowania, śledzi cel i prowadzi do niego ogień.
Zadania wstępnego wykrywania i wskazywania celów podczas ruchu oraz na postoju realizuje również stabilizowany w dwóch płaszczyznach panoramiczny peryskop dowódcy PSPD-1 (powiększenie 8×), opracowany też przez PCO.
Do zalet Loary należy także wykrywanie celów w czasie ruchu pojazdu, może pracować w kilku trybach- automatycznym, półautomatycznym, oraz ręcznym gdzie załoga ma pełną kontrolę strzelania. Od momentu wykrycia, identyfikacji aż do zniszczenia celu upływa najwyżej 10 s.

## Wykorzystanie
Mimo zapotrzebowania Wojska Polskiego w najbliższych latach na co najmniej 160 zestawów LOARA i ok. 100 zestawów rakietowej wersji, oraz bardzo pozytywnych opinii specjalistów obrony przeciwlotniczej MON nie zamówił - poza jednym prototypem - ani jednej sztuki. Przyczynami były oszczędności finansowe, w sytuacji, gdy wojsko zaczęło angażować się w misję w Afganistanie, a nie przewidywano możliwości konfliktu klasycznego, w którym przydatne byłyby działa samobieżne tego rodzaju. Realizowano też modernizację starszych działek samobieżnych ZSU-23-4 do rakietowo-artyleryjskiej wersji Biała, przy czym za cenę jednej Loary (35-40 mln zł) można było zmodernizować 8–12 pojazdów. Wóz wdrożeniowy Loara został 9 grudnia 2004 roku przekazany do dywizjonu przeciwlotniczego 10 Brygady Kawalerii Pancernej. Około 2010 roku został wycofany z użytku i składowany.